# Acre (unidade)
Acre é uma antiga unidade de medida usada para medir terras, de inglês antigo, “æcer”, “campo lavrado”, do proto-germânico, “*akraz,” do proto-indo-europeu, “*agro-”, “campo”. Conferir latim, “ager, agros”,  grego, “agros” e sânscrito “agras” (terra aberta). Durante a Idade Média, um acre foi a quantidade de terras que poderia ser arada em um dia com uma junta de bois, e medido por uma “cadeia” de largura (20,1 metros) por um “furlong” ou 10 “cadeias” de comprimento (201 metros), equivalente a 4042 metros quadrados.
Atualmente, o acre é uma unidade de área utilizada no sistema imperial e no sistema tradicional dos Estados Unidos. Desde 1959, quando foi ratificado o “International Yard and Pound Agreement” entre cinco países da Commonwealth of Nations (Comunidade de Nações) e os Estados Unidos de América (EUA), a jarda foi definida com 0,9144 metros, e, consequentemente, um acre com 4046,8564224 metros quadrados, cerca de 40% de um hectare, e um pouco menor do que um campo de futebol americano.
O acre não é mais usado na maioria dos países, apesar de algumas exceções notáveis, que incluem os EUA, Austrália, Índia, Paquistão e Myanmar. A partir de 2010, o acre deixou de ser oficialmente utilizado no Reino Unido, embora ainda seja usado em descrições de imóveis. Continua sendo usado, ainda, em certa medida, no Canadá. No Brasil e em Portugal, essa medida nunca foi utilizada, sendo que nestes países se utilizam o alqueire e o hectare (que seria a unidade mais simples de utilização) como unidades de medida em áreas rurais.

## Equivalências
1 acre é igual a:
- 4046,8564224 m²
- 6 272 640 polegadas quadradas
- 43 560 pés quadrados
- 4840 jardas quadradas
- 160 rods quadrados
- 4 roods
- 0,00625 homesteads
- 0,0015625 milhas quadradas
- 0,000173611111111111 léguas quadradas
- 0,404685642 hectares
- 0,167225472 alqueires